# Lucien Alliot
Lucien Charles Edouard Alliot (* 16. November 1877 in Paris; † 9. März 1967 in Nanteuil-lès-Meaux) war ein französischer Genrebildhauer.

## Leben
Alliot war ein Sohn des Bildhauers Napoléon Henri Victor Alliot (24. Februar 1846 – 25. Januar 1907) und wurde ein Schüler von Louis-Ernest Barrias und Jules Coutan an der École des Beaux-Arts in Paris. In der Zeit des Jugendstils um 1900 entwarf er zahlreiche Tischleuchten, Dekorationsfiguren oder Tintenfasshalter (französisch encrier) mit stiltypischen Frauendarstellungen, die auf Auktionen hohe Preise erzielten. Seine Skulpturen zeigten anfänglich anmutigen, eleganten Allegorien und tanzende Frauenfiguren. Sein Schwerpunkt verlagerte er allmählich in Richtung religiöser Kompositionen.
Als Mitglied (seit 1899) der Société des Artistes Français beschickte er von 1909 deren Salon bis 1939 regelmäßig deren Salon. Im Jahr 1905 erhielt er ein Reisestipendium und 1905 und 1907 eine Medaille 3. Klasse. 1920 wurde er mit seiner goldenen Medaille für eine Figurenanlage mit 3 oberhalb einer Ruhebank postierten Kindergruppen A l’Enfance belohnt. 1934 wurde er zum Präsidenten der Société gewählt. Im Rahmen der Olympischen Sommerspiele 1924 nahm er am damaligen Kunstwettbewerb teil. Neben Genreszenen und Porträtbüsten fertigte er auch religiöse Motive

## Werke (Auswahl)
- Violoncelliste (Cellospieler, Gips)
- 1911: Maternité (Mutterschaft)
- 1912: L’Echo de la Mer (Echo des Meeres)
- 1924: Sacré-Ceur (Heiliges Herz)
- 1924: La Lanceuse de Boule (Ballwerferin, Bronzefigur, 63 cm hoch auf einem Steinsockel) für die Spiele der VIII. Olympiade in Paris[4]
- 1924: L’Arrivée oder Arrivée du champion (Zieleinlauf des Gewinners, Bronzefigur, 35 cm hoch auf einem Marmorpodest)
- Buste d’enfant riant (Büste eines lachenden Kindes)
- 1925: Vierge el Enfant Jésus (Jungfrau mit dem Jesuskind)
- 1928: Rembrandt, Semeur
- 1933: Saini-Frangois d’Assise
- 1936: Fontaine (Brunnen)
- 1939: La Paix

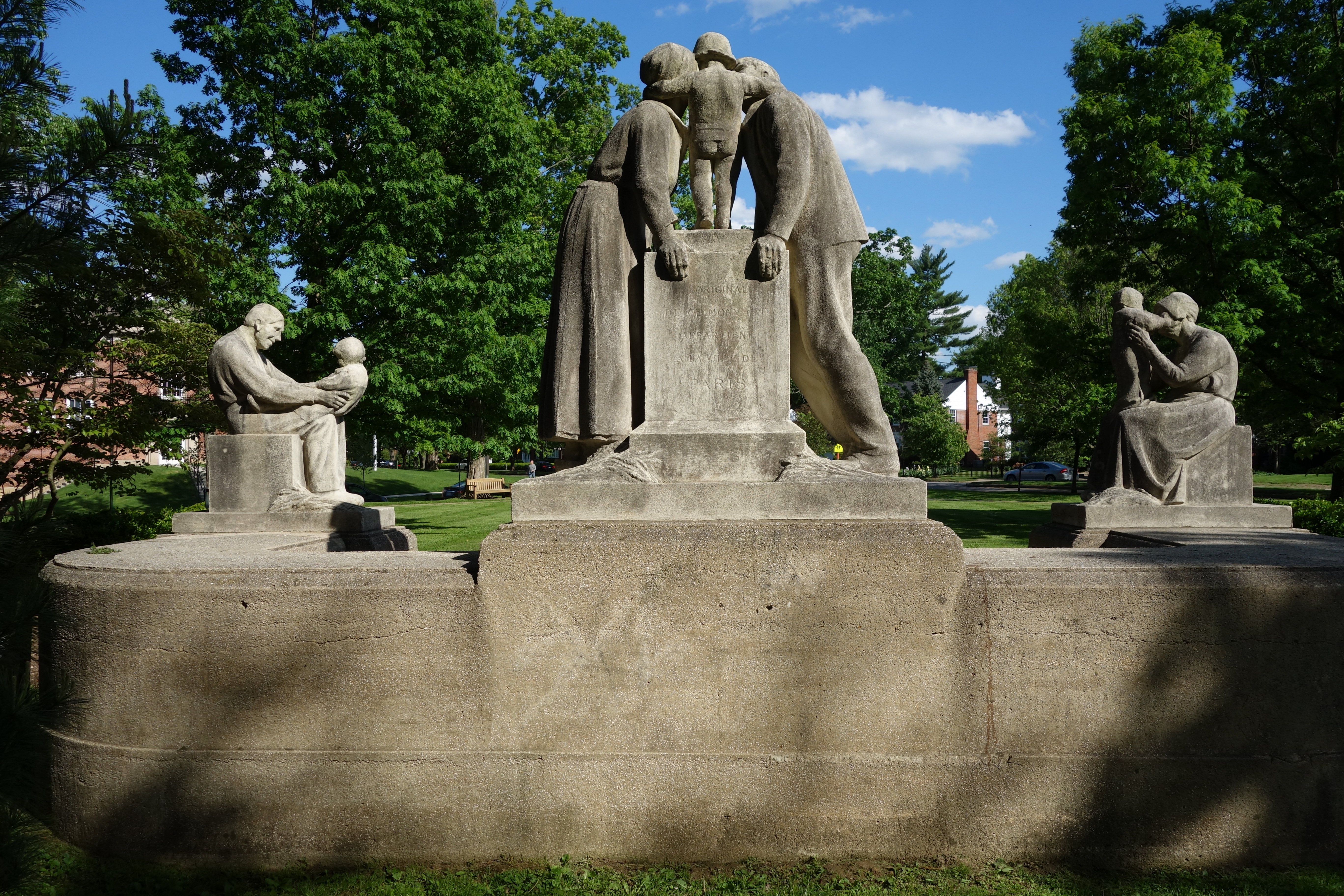
Statuengruppe in Mariemont (Ohio)
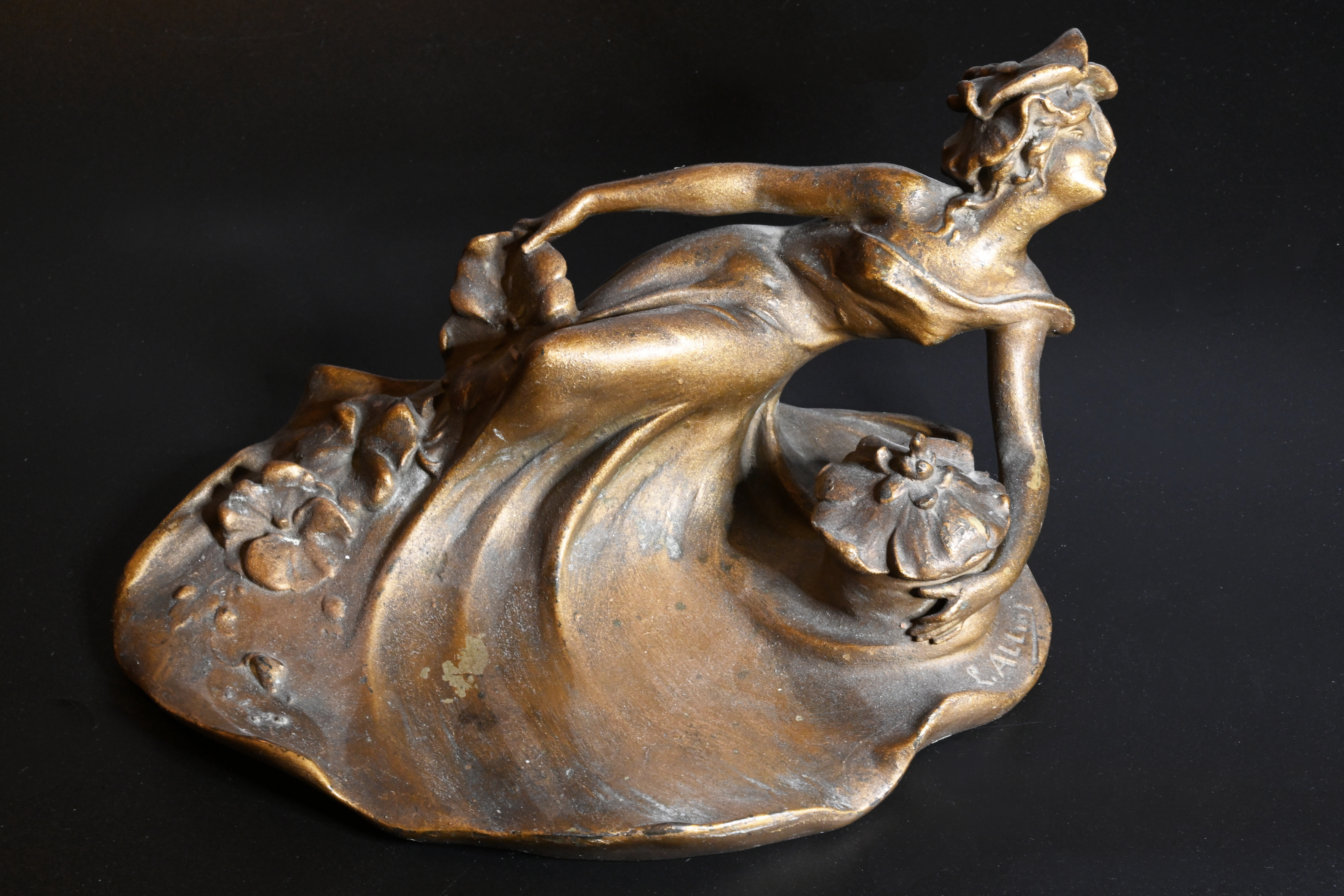
Tintenfasshalter mit schwebender Frau. Signiert mit L. Alliot